# フォート・キャンベル

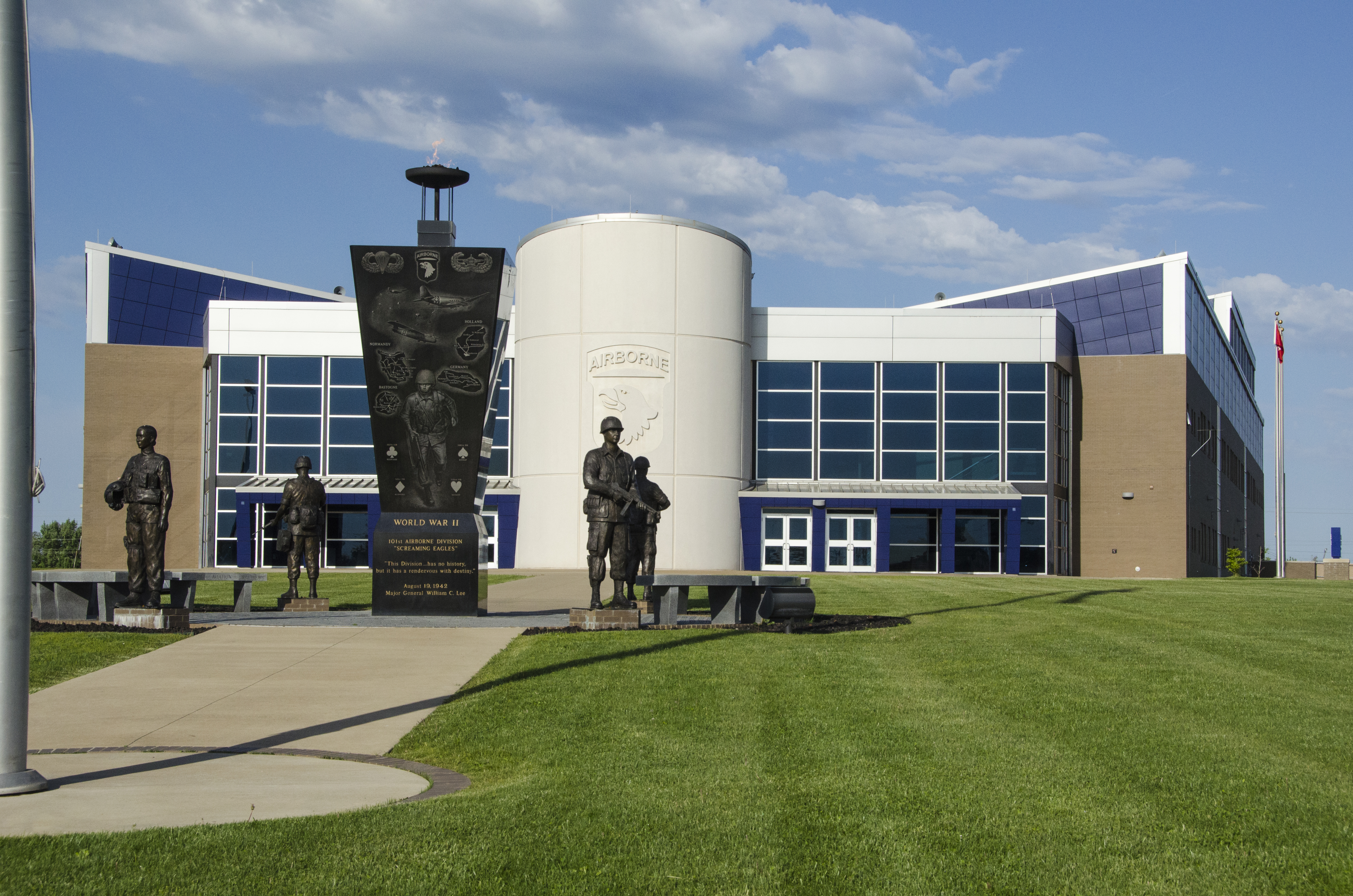
司令部

フォートキャンベル（英語: Fort Campbell）はケンタッキー州ホプキンスビルとテネシー州クラークスビルにまたがって位置するアメリカ陸軍の基地である。第101空挺師団、第160特殊作戦航空連隊の本拠地である。
この基地はホイッグ党で最後のテネシー州知事となった北軍准将のウィリアム・ボーエン・キャンベル (William Bowen Campbell) にちなんで名付けられた。

## 事故
2018年4月6日 - 第101空挺師団所属AH64ヘリコプターが墜落。乗員2人が死亡。